# 홍도경
"홍도경"은 대한민국에서 제작된 김정용 감독의 1985년 영화이다. 정진화 등이 주연으로 출연하였고 유옥추 등이 제작에 참여하였다.

## 출연

### 주연
- 정진화
- 국정환

## 기타
- 조명: 한덕후